# Atyria triradiata
Atyria triradiata là một loài bướm đêm trong họ Geometridae.